# Just Dance 2019
Just Dance 2019 là một trò chơi nhịp điệu được phát triển bởi Ubisoft. Nó được công bố vào ngày 11 tháng 6 năm 2018, trong cuộc họp báo E3 2018  và được phát hành vào ngày 23 tháng 10 năm 2018 trên Nintendo Switch, Wii, Wii U, PlayStation 4, Xbox One và Xbox 360 ở Bắc Mỹ và vào ngày 25 tháng 10 năm 2018 tại Châu Âu và Úc. Đây cũng là phiên bản Just Dance cuối cùng được phát hành cho hệ máy Xbox 360, và Wii U.
Một bản demo cho trò chơi đã được phát hành vào ngày 12 tháng 11 năm 2018, trên Xbox One, PlayStation 4, Wii U và Nintendo Switch.

## Cách chơi
Giống như các phần trước của dòng trò chơi Just Dance, người chơi phải bắt chước vũ đạo của nhân vật trên màn hình bằng cách sử dụng bộ điều khiển chuyển động hoặc ứng dụng Just Dance Controller, tuy nhiên ứng dụng này không còn được hỗ trợ trên nền tảng của Nintendo, bao gồm Wii U và Switch, thay vào đó chỉ sử dụng điều khiển. Giao diện của trò chơi được thiết kế hoàn toàn mới với phông nền chủ đạo là màu trắng và giảm tải tối đa. Giao diện game tập trung vào phần hiển thị các bài hát, danh sách phát, video xem trước bài nhảy và loại bỏ các chế độ chơi cũ như Dance Lab để tập trung vào trò chơi chính.

## Danh sách các bài hát
Các bài hát sau xuất hiện trong Just Dance 2019.
| Tên bài hát                                       | Nghệ sĩ                                                | Năm  |
| ------------------------------------------------- | ------------------------------------------------------ | ---- |
| "A Little Party Never Killed Nobody (All We Got)" | Fergie, Q-Tip và GoonRock                              | 2013 |
| "Adeyyo"                                          | Ece Seçkin                                             | 2016 |
| "Bang Bang Bang"                                  | BIGBANG                                                | 2015 |
| "Bum Bum Tam Tam"                                 | MC Fioti, Future, J Balvin, Stefflon Don và Juan Magan | 2017 |
| "Ça Plane Pour Moi"                               | Bob Platine (Bản gốc bởi Plastic Bertrand)             | 1977 |
| "Calypso"                                         | Luis Fonsi và Stefflon Don                             | 2018 |
| "Ddu-Du Ddu-Du"                                   | Blackpink                                              | 2018 |
| "Familiar"                                        | Liam Payne và J Balvin                                 | 2018 |
| "Finesse (Remix)"                                 | Bruno Mars và Cardi B                                  | 2018 |
| "Fire"                                            | LLP và Mike Diamondz                                   | 2015 |
| "Fire On The Floor"                               | Michelle Delamor                                       | 2018 |
| "Havana"                                          | Camila Cabello                                         | 2017 |
| "I Feel It Coming"                                | The Weeknd và Daft Punk                                | 2016 |
| "I'm Still Standing"                              | Top Culture (Bản gốc bởi Elton John)                   | 1983 |
| "Mad Love"                                        | Sean Paul, David Guetta và Becky G                     | 2018 |
| "Make Me Feel"                                    | Janelle Monáe                                          | 2018 |
| "Mama Mia"                                        | Mayra Verónica                                         | 2013 |
| "Mi Mi Mi"                                        | Hit The Electro Beat (Bản gốc bởi Serebro)             | 2013 |
| "Miłość w Zakopanem"                              | Sławomir                                               | 2017 |
| "Narco"                                           | Blasterjaxx và Timmy Trumpet                           | 2017 |
| "New Reality"                                     | Gigi Rowe                                              | 2018 |
| "New Rules"                                       | Dua Lipa                                               | 2017 |
| "New World"                                       | Krewella, Yellow Claw và VAVA                          | 2018 |
| "Nice For What"                                   | Drake                                                  | 2018 |
| "No Tears Left to Cry"                            | Ariana Grande                                          | 2018 |
| "Not Your Ordinary"                               | Stella Mwangi                                          | 2017 |
| "Obsesión"                                        | Aventura                                               | 2002 |
| "OMG"                                             | Arash và Snoop Dogg                                    | 2016 |
| "One Kiss"                                        | Calvin Harris và Dua Lipa                              | 2018 |
| "Pac-Man"                                         | Dancing Bros.                                          | 1980 |
| "Rave in the Grave"                               | AronChupa và Little Sis Nora                           | 2018 |
| "The Rhythm of the Night"                         | Ultraclub 90 (Bản gốc bởi Corona)                      | 1993 |
| "Sangria Wine"                                    | Pharrell Williams và Camila Cabello                    | 2018 |
| "Shaky Shaky"                                     | Daddy Yankee                                           | 2016 |
| "Sugar"                                           | Maroon 5                                               | 2015 |
| "Sweet Little Unforgettable Thing"                | Bea Miller                                             | 2018 |
| "Sweet Sensation"                                 | Flo Rida                                               | 2018 |
| "Toy"                                             | Netta                                                  | 2018 |
| "Un Poco Loco"                                    | Disney-Pixar's Coco                                    | 2017 |
| "Water Me"                                        | Lizzo                                                  | 2017 |
| "Where Are You Now?"                              | Lady Leshurr và Wiley                                  | 2016 |
| "Work Work"                                       | Britney Spears                                         | 2013 |

"Nice for What" của Drake đã được đưa vào phiên bản đầu của trò chơi, nhưng sau đó đã bị xóa ngay sau khi phát hành do vấn đề bản quyền. Bài hát đã bị xóa khỏi tất cả các bản phát hành sau 29/10/2018  thông qua một bản cập nhật, ngoại trừ phiên bản trên hệ máy cũ như Wii và Xbox 360.

### Just Dance Unlimited
Just Dance Unlimited là một dịch vụ cho thuê để truy cập thư viện nhạc trực tuyến với hơn 400 bài hát, bao gồm các bài hát độc quyền và những bài hát có mặt trong những phiên bản Just Dance trước. Giống như tất cả các bản trước, Just Dance Unlimited chỉ có sẵn cho những hệ máy thế hệ thứ 8 (PS4, Xbox One, Switch và Wii U).
Những bài hát độc quyền cho Just Dance Unlimited: 
| Tên bài hát                                   | Nghệ sĩ                    | Năm  | Ngày phát hành                                                   |
| --------------------------------------------- | -------------------------- | ---- | ---------------------------------------------------------------- |
| "There Is Nothing Better In The World"        | Oleg Anofriyev             | 1969 | Phát hành toàn cầu 22 tháng 10 năm 2018                          |
| "Hala Bel Khamis"                             | Maan Barghouth             | 2018 | Phát hành toàn cầu 22 tháng 10 năm 2018                          |
| "On Ne Porte Pas De Sous-Vêtements"           | McFly & Carlito            | 2018 | Phát hành toàn cầu 22 tháng 10 năm 2018                          |
| "Done For Me"                                 | Charlie Puth và Kehlani    | 2018 | 20 tháng 12 năm 2018                                             |
| "Qia La Yong Yuan OK – Future Underworld Mix" | Alan Tam                   | 1990 | 5 tháng 2 năm 2019                                               |
| "Leg Song"                                    | LULU                       | 2016 | 5 tháng 2 năm 2019                                               |
| "Medicina"                                    | Anitta                     | 2018 | 7 tháng 3 năm 2019 (Bản chính) 28 tháng 6 năm 2019 (Bản Extreme) |
| "Lush Life"                                   | Zara Larsson               | 2015 | 14 tháng 3 năm 2019                                              |
| "Criminal"                                    | Natti Natasha và Ozuna     | 2017 | 21 tháng 3 năm 2019                                              |
| "Jump"                                        | Major Lazer và Busy Signal | 2017 | 4 tháng 7 năm 2019                                               |
| "Peanut Butter Jelly"                         | Galantis                   | 2015 | 11 tháng 7 năm 2019                                              |
| "You Don't Know Me"                           | Jax Jones và Raye          | 2016 | 24 tháng 10 năm 2019                                             |
| "Boys"                                        | Lizzo                      | 2018 | 31 tháng 10 năm 2019                                             |
| "Mayores"                                     | Becky G và Bad Bunny       | 2017 | 7 tháng 11 năm 2019                                              |

## Đón nhận
Nintendo Life cho điểm 7/10 với Just Dance 2019, cho rằng sự cải tiến của trò chơi là "một sự thay đổi đến kỳ lạ, cho thấy rằng trò chơi đang cố gắng để thích ứng với một lượng khán giả tuổi teen mới, hay "trưởng thành hơn" cùng với những người đã đồng hành với trò chơi từ những ngày đầu", và cũng xác nhận rằng Ubisoft đang đẩy mạnh các dịch vụ dựa trên nền tảng của Nintendo, cũng như các vấn đề về hiệu suất và loại bỏ ứng dụng Just Dance Controller trên Switch.
Trò chơi đã giành giải thưởng "Trò chơi video được yêu thích nhất" tại Giải thưởng Lựa chọn của Trẻ em năm 2019, và được đề cử cho "Lựa chọn của mọi người" tại Giải thưởng Trò chơi Video của Ý.